# 화이트채플 (밴드)

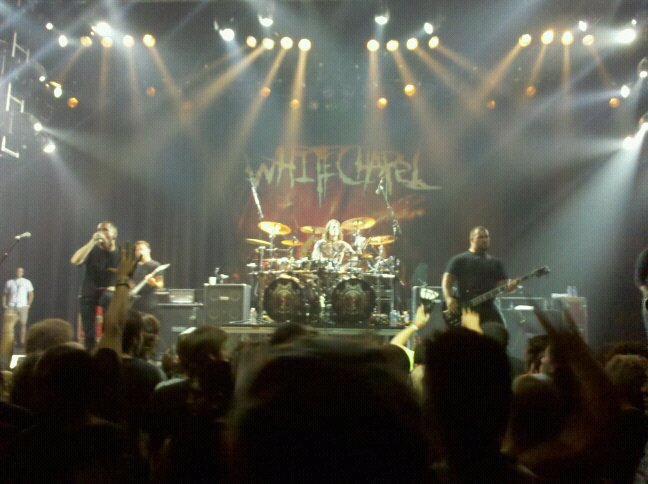
화이트채플

화이트채플(Whitechapel)은 테네시주 녹스빌 출신의 미국 데스코어 밴드이다 밴드 이름은 영국 런던의 화이트채플에서 유래되었다.

## 멤버
현재 멤버
- 필 보즈맨 (Phil Bozeman) — 보컬 (2006~)
- 벤 새비지 (Ben Savage) — 리드 기타 (2006~)
- 알렉스 웨이드 (Alex Wade) — 기타 (2006~)
- 가베 크리스프 (Gabe Crisp) — 베이스 기타 (2006~)
- 잭 하우스홀더 (Zach Householder) — 기타 (2007~)
- 벤 하클로드 (Ben Harclerode) — 드럼 (2011~)

이전 멤버
- 데렉 마틴 (Derek Martin) — 드럼 (2006–2007)
- 브랜든 케이글 (Brandon Cagle) — 기타 (2006–2007)
- 케빈 레인 (Kevin Lane) — 드럼 (2007–2010)